# 阿让特伊
阿让特伊（法語：Argenteuil，法語：[aʁ.ʒɑ̃.tœj] ⓘ），法国中北部城市，法兰西岛大区瓦兹河谷省的一个市镇，同时也是该省的一个副省会，下辖阿让特伊区。其市镇面积为17.22平方公里，2022年1月1日时人口数量为107,135人，是该省人口最多的市镇，也是整个法兰西岛大区的第四大城市，仅次于巴黎、布洛涅比扬古和圣但尼，在所有法国城市中排名第36位。
阿让特伊位于瓦兹河谷省东南部，塞纳河右岸，与伊夫林省、上塞纳省及塞纳-圣但尼省接壤，距离法国首都巴黎市中心约11公里，自20世纪初起快速城市化，并形成了大片的居民区，现已成为巴黎的一个重要近郊卫星城，通过区域列车相连

## 地名来源

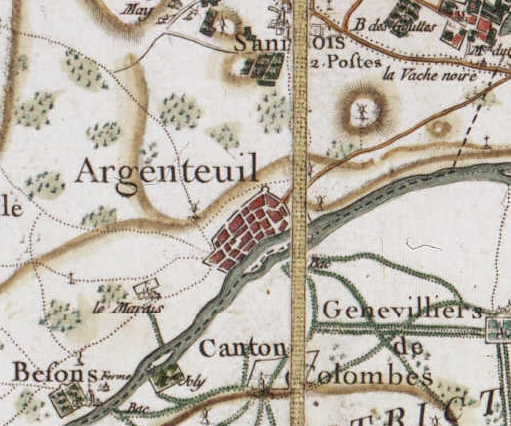
1780年的阿让特伊地图

“阿让特伊”一名最初来源于墨洛温国王希尔德贝尔特的手记，可能来源于凯尔特语，意为“白色的小房子”（法語：la petite maison blanche）。

## 历史
公元656年，阿让特伊附近建了一处修道院，并藏有一件由伊琳娜女皇收留的丘尼卡，希尔德贝尔特对此地有所记载。12世纪时，女文人爱洛依丝曾在此学习。1567年，该修道院被胡格诺派烧毁。法国大革命后，阿让特伊成为塞纳-瓦兹省的一个市镇，并因塞纳河航道的治理而成为一个商业港口。19世纪初，阿让特伊曾出现大量的葡萄酒田，成为巴黎近郊的一个葡萄酒产区。19世纪后，随着铁路的建成和巴黎城市的扩张，阿让特伊逐渐发展成为巴黎北部的一个近郊居民区。二战后，阿让特伊境内建成了大批集中式居民区。1968年，塞纳-瓦兹省被撤销，阿让特伊被划入瓦兹河谷省，并成为了该省的一个副省会。

## 地理

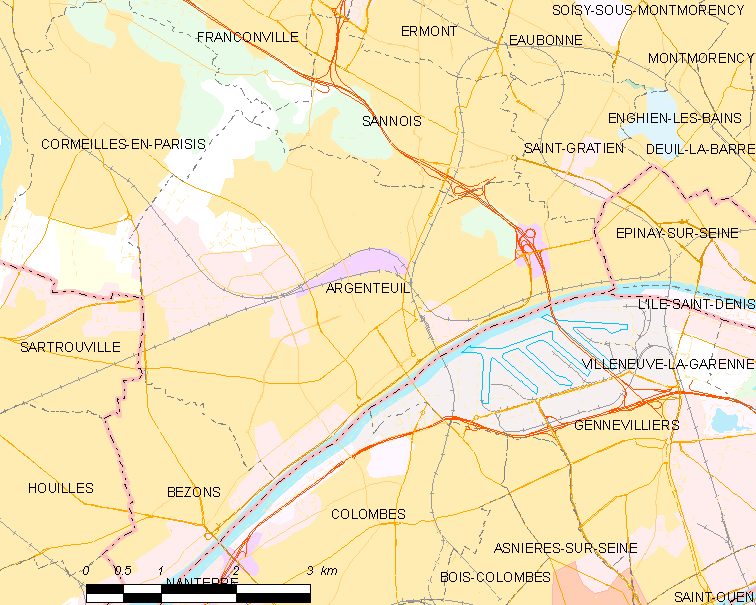
阿让特伊市镇范围地图

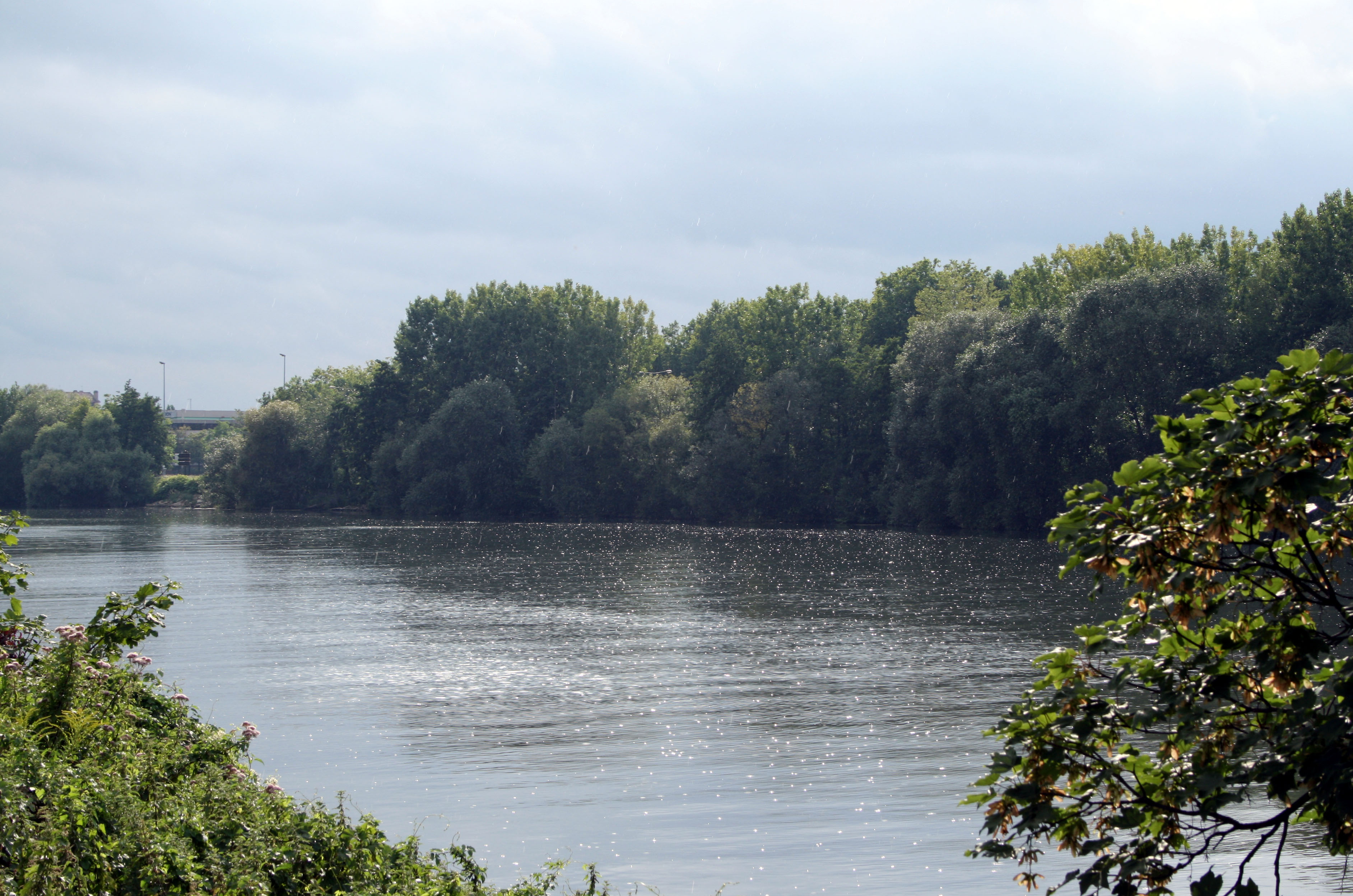
塞纳河阿让特伊段

阿让特伊位于法国中北部，法兰西岛大区中北部和瓦兹河谷省东南部，和伊夫林省、上塞纳省及塞纳-圣但尼省接壤，距离省行政中心塞尔吉大约23公里。与阿让特伊接壤的市镇包括：科隆布、热讷维利耶、利勒圣但尼、塞纳河畔埃皮奈、圣格拉蒂安、薩努瓦、帕里西地区科尔梅耶、薩特魯維爾、伯宗。

### 地形
阿让特伊位于巴黎盆地腹地，市中心地形平坦，全境地势由塞纳河畔向内部抬升，部分街道有较为明显的起伏，海拔在21到169米之间。

### 水文
阿让特伊位于塞纳河右岸，后者为法国五大河流之一。

### 植被
阿让特伊境内的植被主要分布在塞纳河右岸及市区北部的樱桃园公园（parc des Cérisiers）境内。
在鲜花城市的评比中，阿让特伊被评为3星级鲜花城市。

### 气候
阿让特伊在柯本气候分类法中属于温带海洋性气候，降水均匀，年温差较小。
阿让特伊境内设有气象站，以下为该气象站的数据（其中日照数据取自勒布尔歇气象站）：
| 阿让特伊1981年－2019年 | 阿让特伊1981年－2019年 | 阿让特伊1981年－2019年 | 阿让特伊1981年－2019年 | 阿让特伊1981年－2019年 | 阿让特伊1981年－2019年 | 阿让特伊1981年－2019年 | 阿让特伊1981年－2019年 | 阿让特伊1981年－2019年 | 阿让特伊1981年－2019年 | 阿让特伊1981年－2019年 | 阿让特伊1981年－2019年 | 阿让特伊1981年－2019年 | 阿让特伊1981年－2019年 |
| 月份                   | 1月                    | 2月                    | 3月                    | 4月                    | 5月                    | 6月                    | 7月                    | 8月                    | 9月                    | 10月                   | 11月                   | 12月                   | 全年                   |
| ---------------------- | ---------------------- | ---------------------- | ---------------------- | ---------------------- | ---------------------- | ---------------------- | ---------------------- | ---------------------- | ---------------------- | ---------------------- | ---------------------- | ---------------------- | ---------------------- |
| 历史最高温 °C（°F）    | 16.1 (61.0)            | 20.3 (68.5)            | 23.8 (74.8)            | 29.1 (84.4)            | 33 (91)                | 35.7 (96.3)            | 41 (106)               | 37.1 (98.8)            | 32.6 (90.7)            | 29.8 (85.6)            | 22.8 (73.0)            | 18.7 (65.7)            | 41 (106)               |
| 平均高温 °C（°F）      | 7.7 (45.9)             | 9.1 (48.4)             | 12 (54)                | 17.7 (63.9)            | 20.8 (69.4)            | 24.1 (75.4)            | 26.2 (79.2)            | 24 (75)                | 22.3 (72.1)            | 17.6 (63.7)            | 11.9 (53.4)            | 7.3 (45.1)             | 16.7 (62.1)            |
| 日均气温 °C（°F）      | 5.1 (41.2)             | 5.9 (42.6)             | 7.9 (46.2)             | 12.6 (54.7)            | 16 (61)                | 19.1 (66.4)            | 20.9 (69.6)            | 19 (66)                | 17.3 (63.1)            | 13.7 (56.7)            | 9 (48)                 | 4.8 (40.6)             | 12.6 (54.7)            |
| 平均低温 °C（°F）      | 2.6 (36.7)             | 3 (37)                 | 4.2 (39.6)             | 7.9 (46.2)             | 11.5 (52.7)            | 13.9 (57.0)            | 15.8 (60.4)            | 14.8 (58.6)            | 13.1 (55.6)            | 10.4 (50.7)            | 6.3 (43.3)             | 2.4 (36.3)             | 8.8 (47.8)             |
| 历史最低温 °C（°F）    | −11.6 (11.1)           | −8.2 (17.2)            | −8.3 (17.1)            | −1.5 (29.3)            | 1.7 (35.1)             | 6.7 (44.1)             | 8.9 (48.0)             | 7.3 (45.1)             | 4.6 (40.3)             | 0.8 (33.4)             | −3.5 (25.7)            | −6 (21)                | −11.6 (11.1)           |
| 平均降水量 mm（）      | 45.3 (1.78)            | 39.9 (1.57)            | 38.6 (1.52)            | 38.8 (1.53)            | 57.4 (2.26)            | 41.9 (1.65)            | 51.5 (2.03)            | 73.6 (2.90)            | 26.2 (1.03)            | 51.2 (2.02)            | 44.6 (1.76)            | 46.3 (1.82)            | 555.3 (21.86)          |
| 月均日照時數           | 62                     | 75.1                   | 125                    | 165.8                  | 193.3                  | 206.9                  | 215.7                  | 206.2                  | 160.2                  | 111.2                  | 65.1                   | 50.8                   | 1,637.3                |
| 来源：infoclimat.fr    |                        |                        |                        |                        |                        |                        |                        |                        |                        |                        |                        |                        |                        |

## 行政区划
阿让特伊是法国法兰西岛大区瓦兹河谷省的一个市镇，编号为95018，它也是瓦兹河谷省的一个副省会。阿让特伊下辖阿让特伊区，隶属于瓦兹河谷省第五选区，管理阿让特伊第一县、第二县和第三县，隶属于大巴黎都会区。
法国国家统计与经济研究所（简称）在进行数据统计时，将阿让特伊及相邻的另外1,793个市镇设为{巴黎城市区。自2020年起，巴黎城市区被包含1,949个市镇的巴黎城市辐射区代替。此外，还将阿让特伊市镇分为了37个“块区”（IRIS），以便于统计人口分布情况。

## 交通

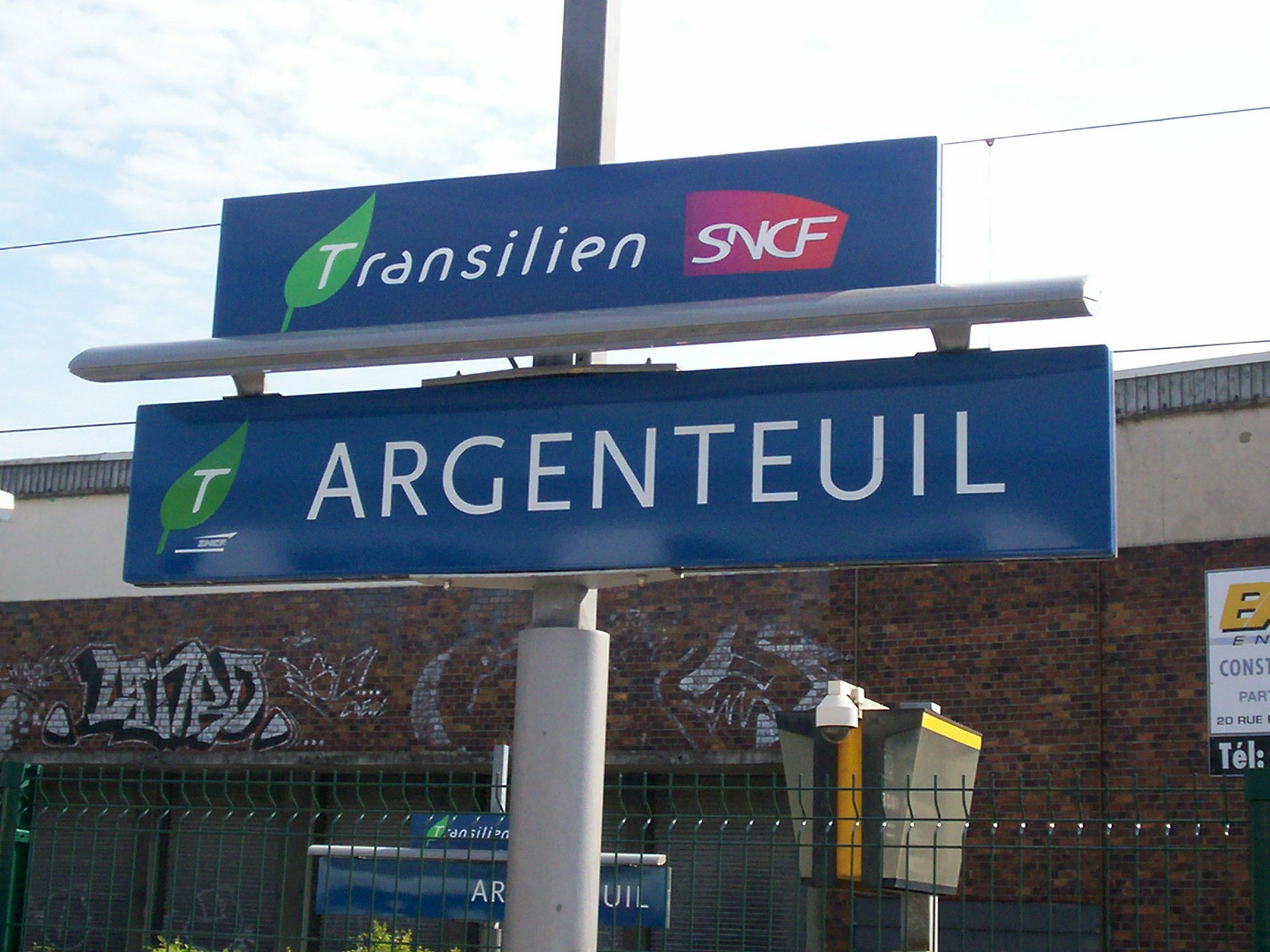
阿让特伊火车站的标牌

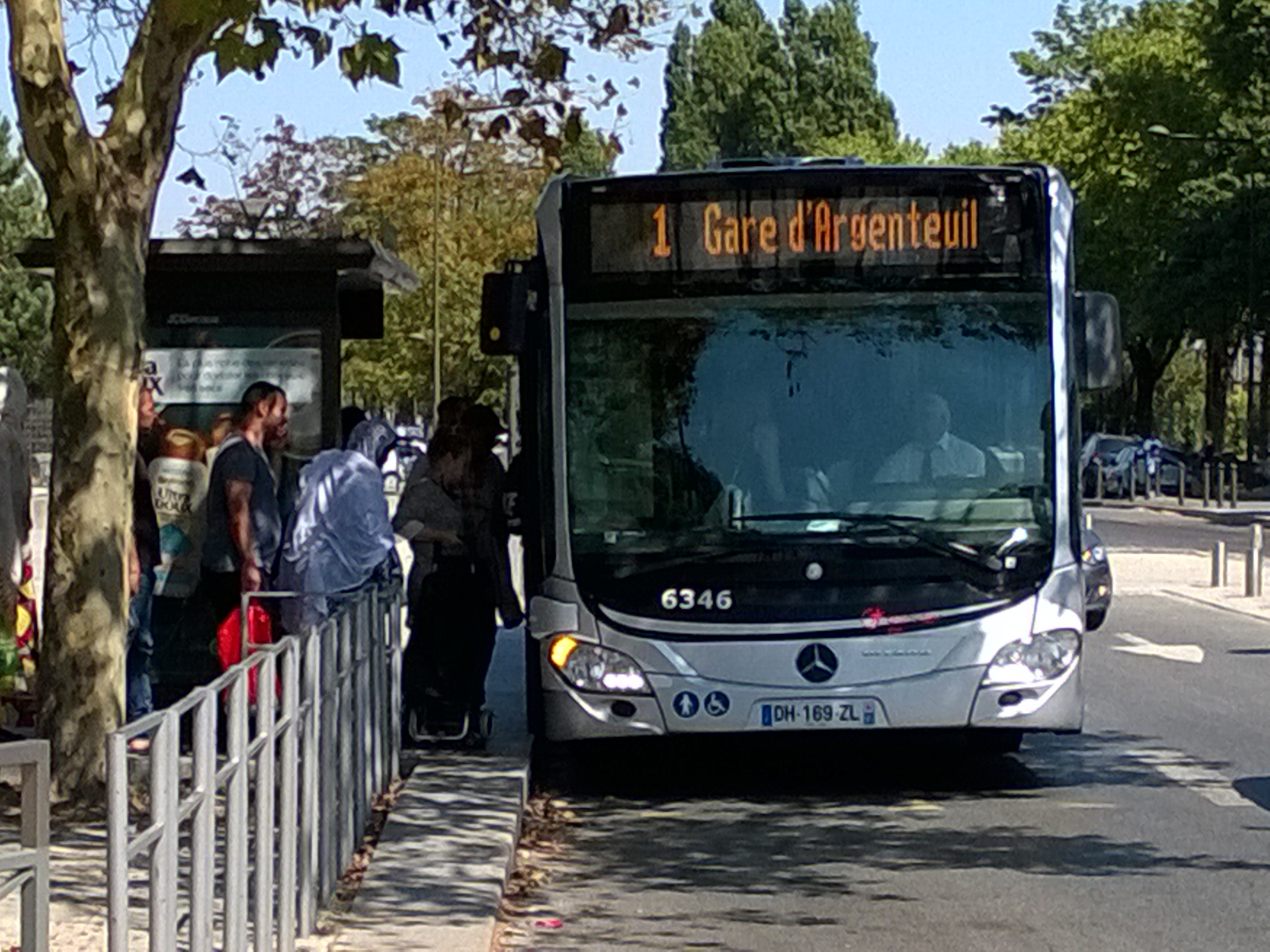
阿让特伊公交1路

### 道路设施
法国国家A15号高速公路经过市境东部并设有一个出入口，瓦兹河谷省省道D41线和D48线、加利埃尼大道、塞纳河左岸快速公路和凡尔登大街是阿让特伊境内的主要道路。2015年，64.9%的阿让特伊家庭拥有至少一辆的私人汽车。2016年，阿让特伊境内共发生各类交通事故123起，造成2人遇难，166人受伤。

### 对外交通
巴黎大环线铁路、巴黎－埃尔蒙-欧博讷铁路和巴黎－芒特铁路在阿让特伊境内交汇。阿让特伊站和阿让特伊谷站均为法兰西岛大区列车J线上的站点。
距离阿让特伊最近的长途列车客运站和民用航空站分别为巴黎圣拉扎尔站和巴黎戴高乐机场。

### 城市公共交通
巴黎公交140路、164路、272路、340路、361路以及法兰西岛夜班车52线均经过阿让特伊境内，阿让特伊城市公共交通、瓦兹河谷城市公共交通和蒙莫朗西城市公共交通的部分线路也在阿让特伊境内设站。
| 途经阿让特伊境内的主要公共交通线路 |             | |
| 类型                               | 运营商      | 线路 |
| 大区铁路                           |             | - ：巴黎圣拉扎尔 ↔ 阿让特伊 ↔ 埃尔蒙-欧博讷 - ：巴黎圣拉扎尔 ↔ 阿让特伊 ↔ 阿让特伊谷 ↔ 日索尔/芒特拉若利 |
| 公共汽车                           | RATP        | - 140：圣旺市政府-达莱讷 ↔ 阿让特伊火车站 - 164：尚佩雷门 ↔ 阿让特伊谷火车站 ↔ 克洛德·莫内初级中学 - 272：快铁萨特鲁维尔站 ↔ 阿让特伊火车站 - 340：加布里埃尔·佩里 ↔ 阿让特伊火车站 - 361：阿让特伊火车站 ↔ 皮埃尔菲特-斯坦火车站 |
| 公共汽车                           | Busval Oise | - 95-19：阿让特伊火车站 ↔ 快铁塞尔吉省府站 - 95-20：阿让特伊谷火车站 ↔ 快铁塞尔吉省府站 |
| 公共汽车                           | R'Bus       | - 1：阿让特伊火车站 ↔ 阿让特伊谷火车站 ↔ 快铁萨特鲁维尔站 - 2：阿让特伊火车站 ↔ 萨努瓦-勒穆兰 - 3：伯宗-桥 ↔ 圣母谷 ↔ 帕里西地区科尔梅耶火车站 - 4：阿让特伊火车站 ↔ 圣母谷 ↔ 快铁塞纳河畔卡里耶尔站 - 6：阿让特伊火车站 ↔ 伯宗-桥 ↔ 快铁塞纳河畔卡里耶尔站 - 7：阿让特伊火车站 ↔ 塞纳河畔埃皮奈 ↔ 昂甘莱班火车站 - 8：阿让特伊火车站 ↔ 阿让特伊谷火车站 ↔ 贝里约讷 - 9：阿让特伊火车站 ↔ 圣母谷 ↔ 快铁萨特鲁维尔站 - 17：阿让特伊谷火车站 （区域环线） - 18：阿让特伊火车站 ↔ 香槟-鲁西永 - 34：伯宗-桥 ↔ 阿让特伊谷火车站 ↔ 山岭集市 |
| 公共汽车                           | VALMY       | - 16：阿让特伊火车站 ↔ 圣格拉蒂安 ↔ 昂甘莱班火车站 |
| 公共汽车                           | (N)         | - N52：巴黎圣拉扎尔站 ↔ 阿让特伊火车站 ↔ 阿让特伊谷火车站 ↔ 帕里西地区科尔梅耶站 |
| 1.                                 |             | |

## 政治
阿让特伊的现任市长为乔治·莫特龙先生，他是共和党的一名成员，在2014年的市政选举中获得了50.32%的支持率，2020年的市政选举中则获得了45.36%的支持率。
在2017年的法国总统大选中，法国第25任总统埃马纽埃尔·马克龙在阿让特伊获得了77.39%的支持率。
| 阿让特伊历届市长 |                 |                                  |
| 任期             | 市长            | 党派                             |
| 1945年－1977年   | 维克多·迪普伊   | PCF法国共产党                    |
| 1977年－1995年   | 罗贝尔·蒙达尔让 | PCF法国共产党                    |
| 1995年－2001年   | 罗热·乌夫拉尔   | PCF法国共产党                    |
| 2001年－2008年   | 乔治·莫特龙     | RPR保衛共和聯盟 →UMP人民运动联盟 |
| 2008年－2014年   | 菲利普·杜塞     | PS社会党                         |
| 2014年－         | 乔治·莫特龙     | UMP人民运动联盟 →LR共和黨        |

## 人口
2018年，阿让特伊市镇人口数量为110,213，是瓦兹河谷省人口最多的城市，超过的省会蓬图瓦兹及省政府驻地塞尔吉，在法国排名第37位。其中男性53,945人，女性56,265人，75岁及以上人口占4.7%，外籍人口数量为26,233人，人口密度为6,400人/平方公里，当地男性居民被称为或，女性居民被称为或。2019年，阿让特伊境内出生2,141人，死亡人口598人。
| 年份   | 1936   | 1946   | 1954   | 1962   | 1968   | 1975    | 1982   | 1990   | 1999   | 2006    | 2011    | 2016    | 2018    |
| ------ | ------ | ------ | ------ | ------ | ------ | ------- | ------ | ------ | ------ | ------- | ------- | ------- | ------- |
| 人口數 | 59,314 | 53,543 | 63,316 | 82,321 | 90,480 | 102,530 | 95,347 | 93,096 | 93,961 | 102,683 | 104,282 | 110,468 | 110,213 |

## 经济
阿让特伊是一个区域性的中心城市，当地共有各类用人单位15,879家，平均历史为11年，其中99.66%为中小型企业（PME）。久保田法国（机械设备）、（化工产品销售）及（汽车销售）是当地2019年营业额最高的三个企业，分别为785,117,000欧元、377,076,489欧元和63,389,402欧元。

## 财政收入
2019年，阿让特伊的财政收入总额为191,840,000欧元，财政支出总额为162,446,000欧元，当年的债务总额为298,062,000欧元。2020年，阿让特伊共获得27,590,485欧元的国家财政补助，比上一年增加了0.01%。
2017年，阿让特伊的人均月收入总额为2,217欧元，其中高级职员为3,693欧元，低于法国平均水平（4,214欧元）；中级职员为2,386欧元，高于法国平均水平（2,353欧元）；普通职员为1,709欧元，亦高于法国平均水平（1,690欧元）。
2017年，阿让特伊境内的青壮年（15至64岁）失业率为17.7%，当地43.8%的家庭拥有纳税资格，平均纳税2,979欧元，低于法国平均水平（3,888欧元）。

## 社会事务

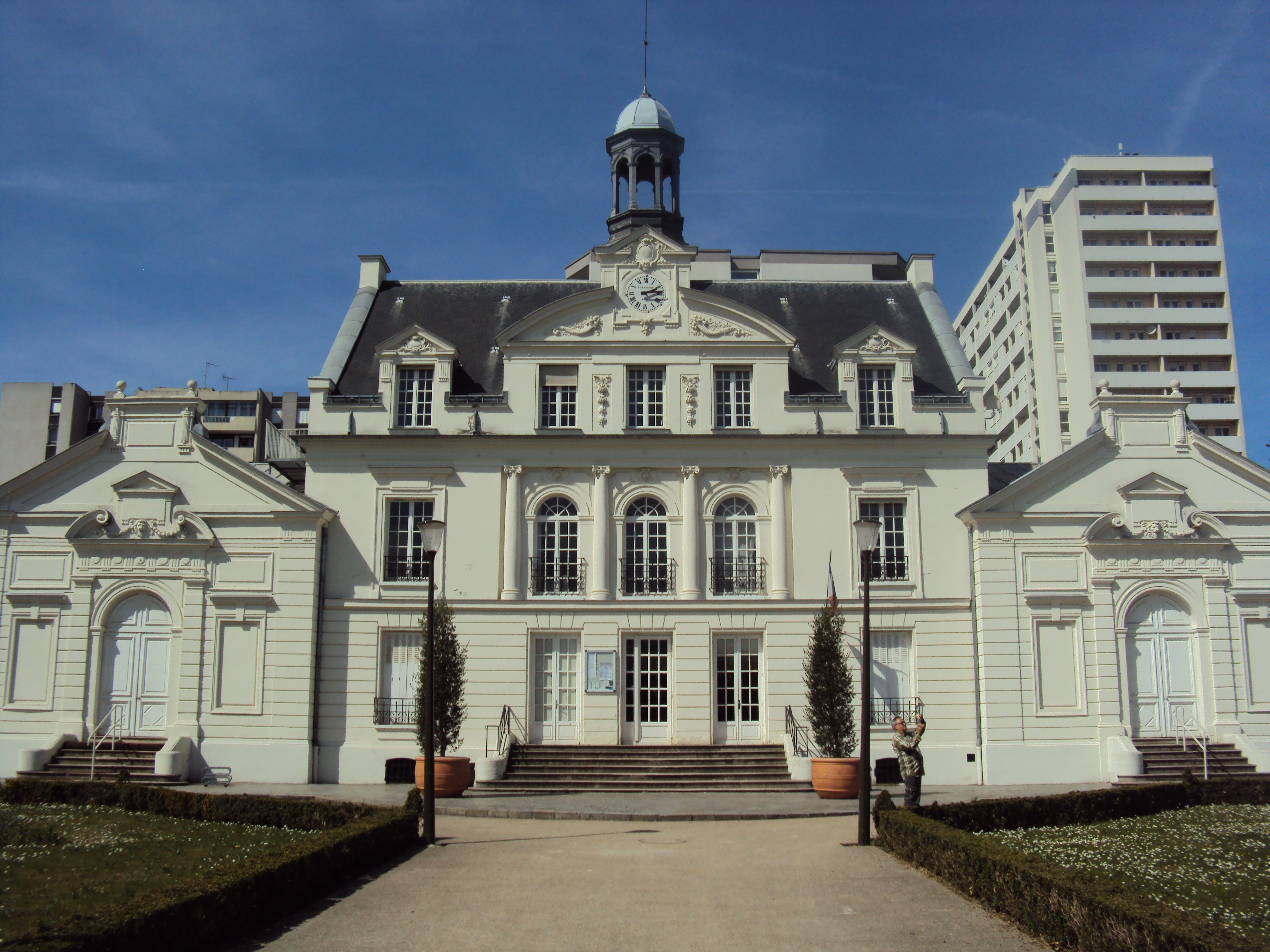
阿让特伊音乐学院

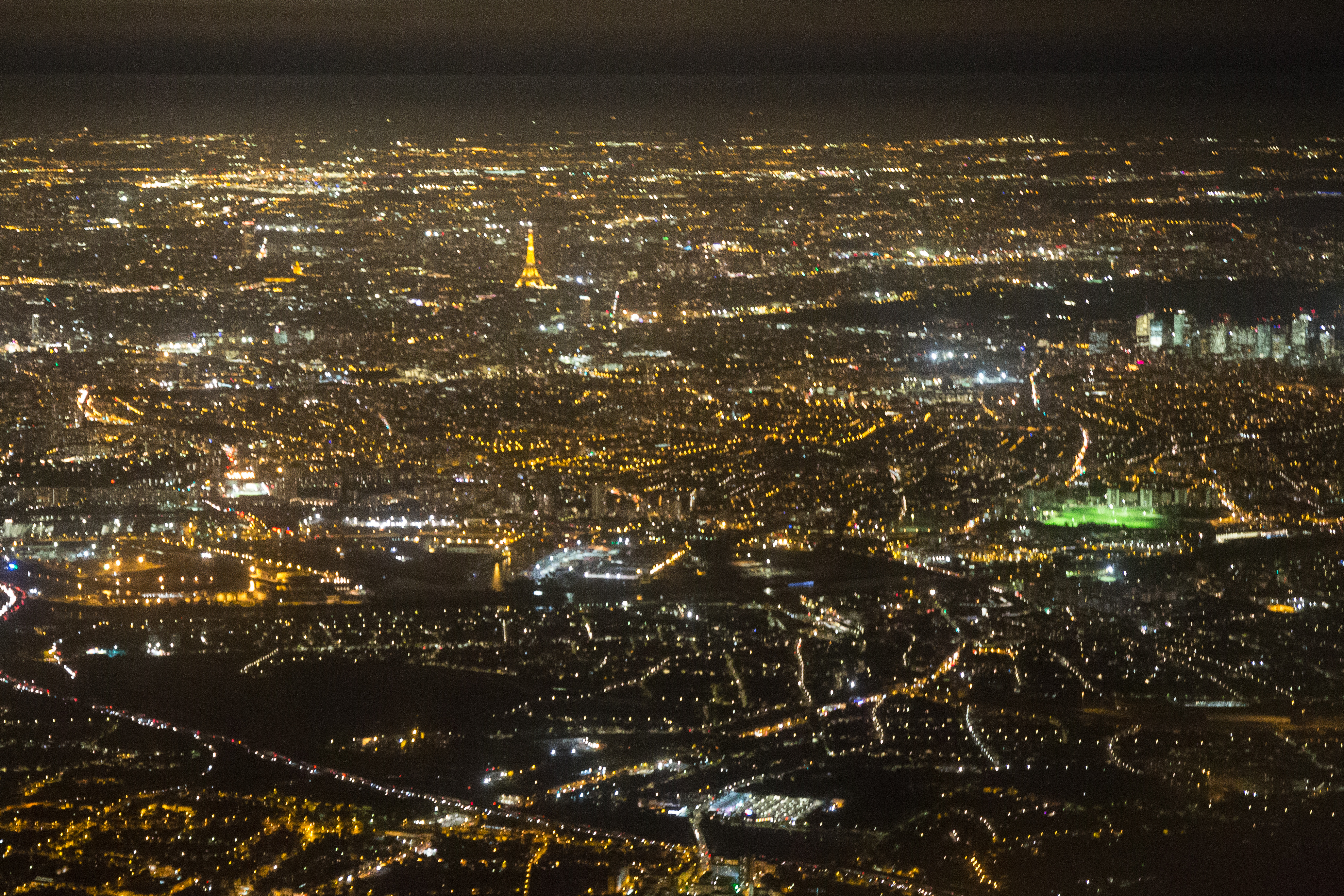
鸟瞰阿让特伊夜景

### 教育
阿让特伊属于凡尔赛学区。截止2018年1月1日，阿让特伊境内共有28所幼儿园、30所小学、12所初级中学、6所普通高中和1所职业高中，其中一所高中开始大学校预科班，四所高中开设高级技师班。2018至2019学年度，阿让特伊境内共有学生9,757名。

### 医疗
截止2019年1月1日，阿让特伊境内共有全科医生51名、保健师64名、牙医19名、护士80名、耳科医生4名、眼科医生4名、皮肤科医生4名、助产士7名、儿科医生3名和妇科医生9名。境内共有药房37家、养老院6家、残疾人帮扶中心3家。
阿让特伊中心医院（Centre Hospitalier d'Argenteuil），又称“维克多·迪普伊中心医院”（Centre hospitalier Victor Dupouy），位于阿让特伊市区内，各类医务人员数量超过800人，是当地规模最大的公立综合性医院。

### 住房
2017年，阿让特伊境内共有各类住房45,042套，其中32.6%为独立式居民区，65.5%为集中式居民区。常住房屋占阿让特伊市镇范围内居民建筑总量的92.4%。
在住房保障政策方面，2017年，阿让特伊境内共有12,625户家庭获得了住房经济补助，受益人数占总人口数量的11.5%，其中11,697份为房租补助。

### 商业
2019年，阿让特伊境内共有各类实体商铺3,123家，其中餐厅400家、大型超市15家、杂货店67家、面包房63家、肉铺46家、书店12家、装饰品店8家、银行门店25家、美容美发店126家、汽车维修店200家。市区西部建有大型开放式商业街区。

### 体育
2019年，阿让特伊境内共有2家游泳池、12间体育馆、3座综合体育场、11处网球场、7处足球或橄榄球场以及9处篮球或排球场。
阿让特伊足球俱乐部（FC Argenteuil）和阿让特伊竞赛会（Le Racing Club de Football d'Argenteuil）是当地的两支业余足球俱乐部，参加地方性的联赛。

### 环境
阿让特伊的环境事务由其所属的公共社区负责。2017年，阿让特伊境内共有8家污染企业。

### 治安
2019年，阿让特伊市镇范围内有1处派出所。
2014年，阿让特伊及附近地区共发生各类案件9,287起，其中盗窃类案件5,353起，经济类案件878起，毒品交易类案件537起。

## 文化
2019年，阿让特伊境内共有2家剧场、2家电影院、1家博物馆和1家音乐厅。阿让特伊市政府提供多媒体中心，向公众全年开放。

### 建筑
阿让特伊境内的建筑主要建成于20世纪中期以后，阿让特伊博物馆展出了当地出土的部分历史遗迹，阿让特伊的代表性建筑物为圣特尼斯宗座聖殿，其多个附属设施被列入法国国家文物保护单位。阿让特伊大清真寺建成于2010年，是巴黎西北郊重要的穆斯林活动中心。

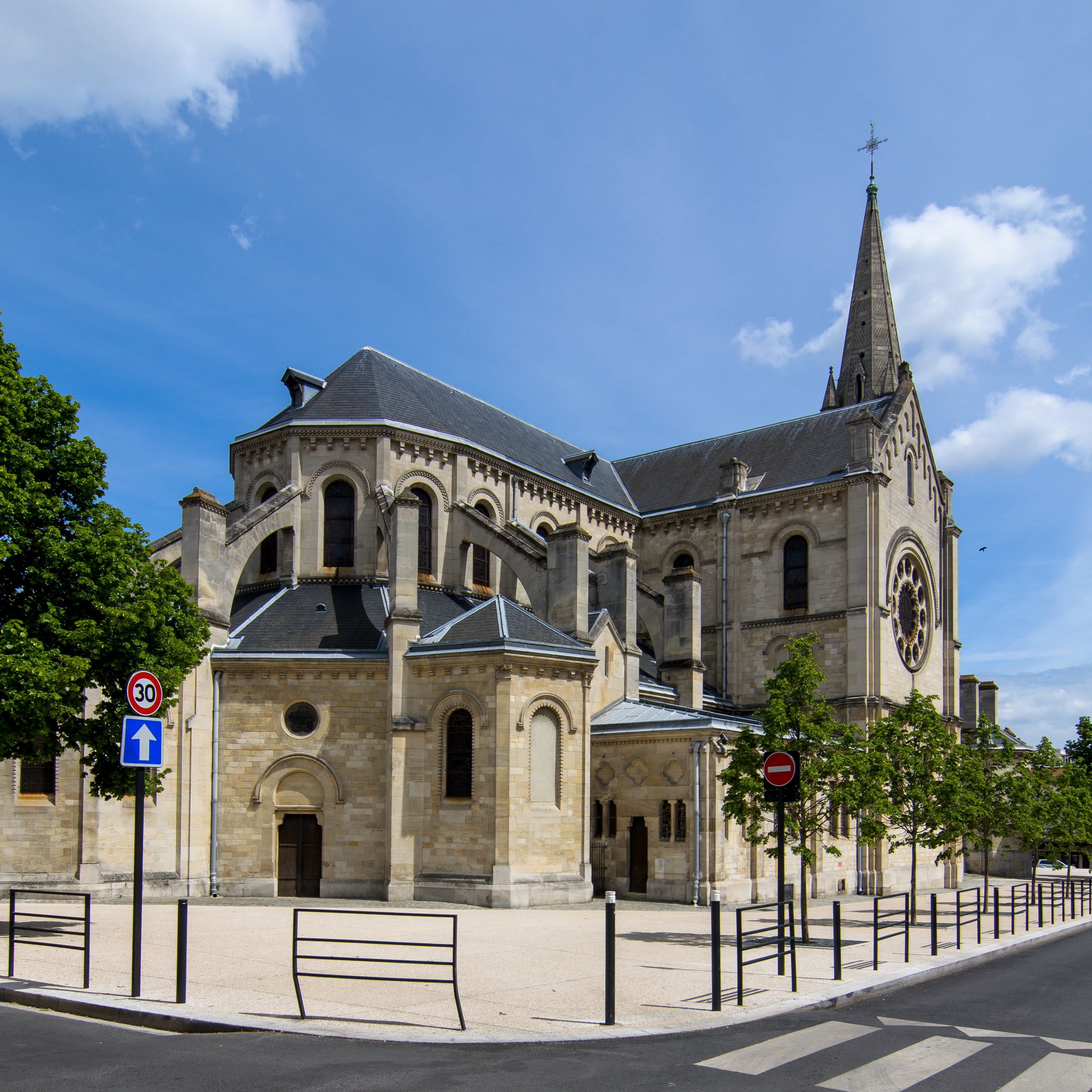
圣特尼斯宗座聖殿（法语：Basilique Saint-Denys d'Argenteuil）
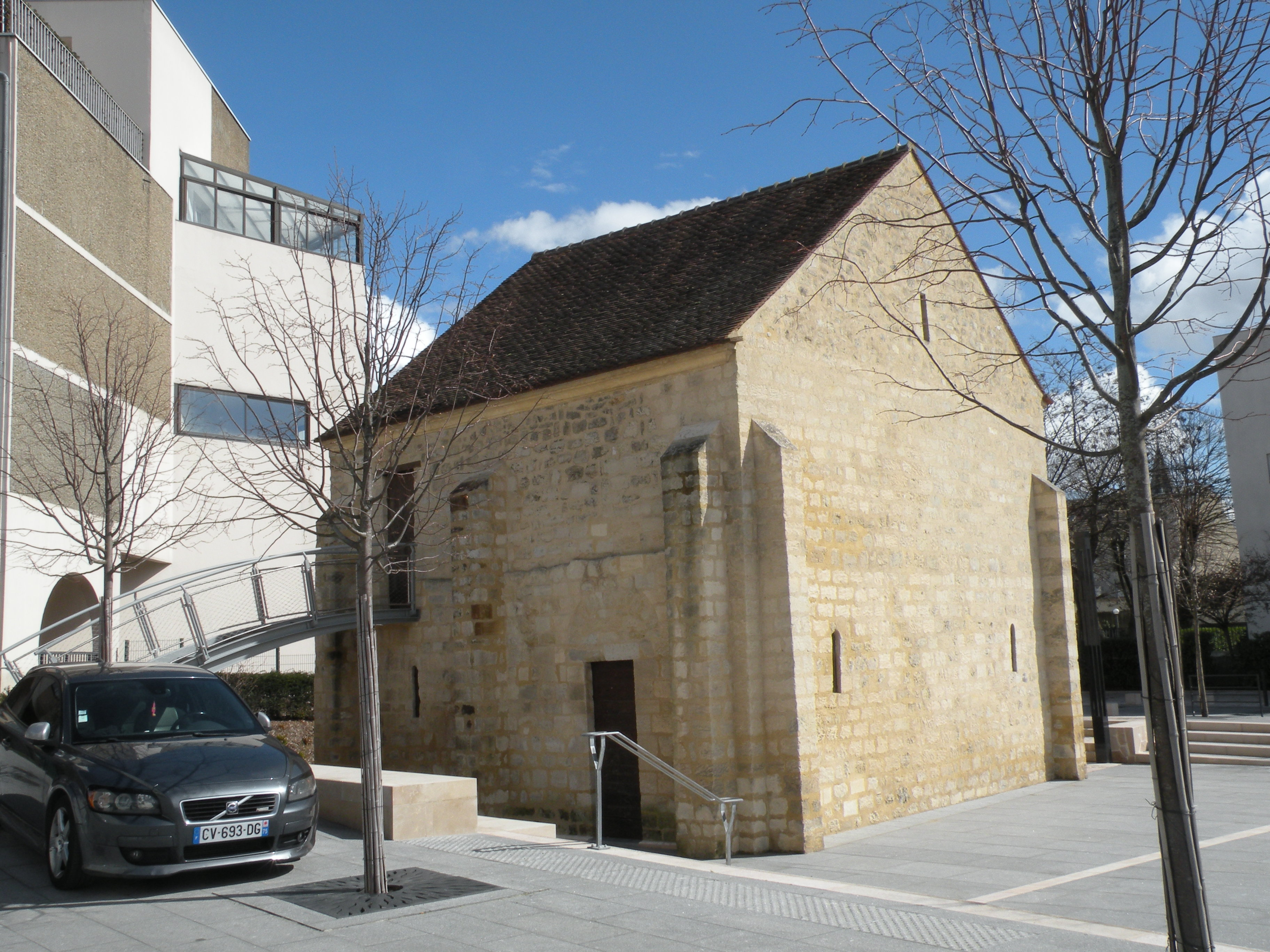
圣让巴蒂斯德小教堂
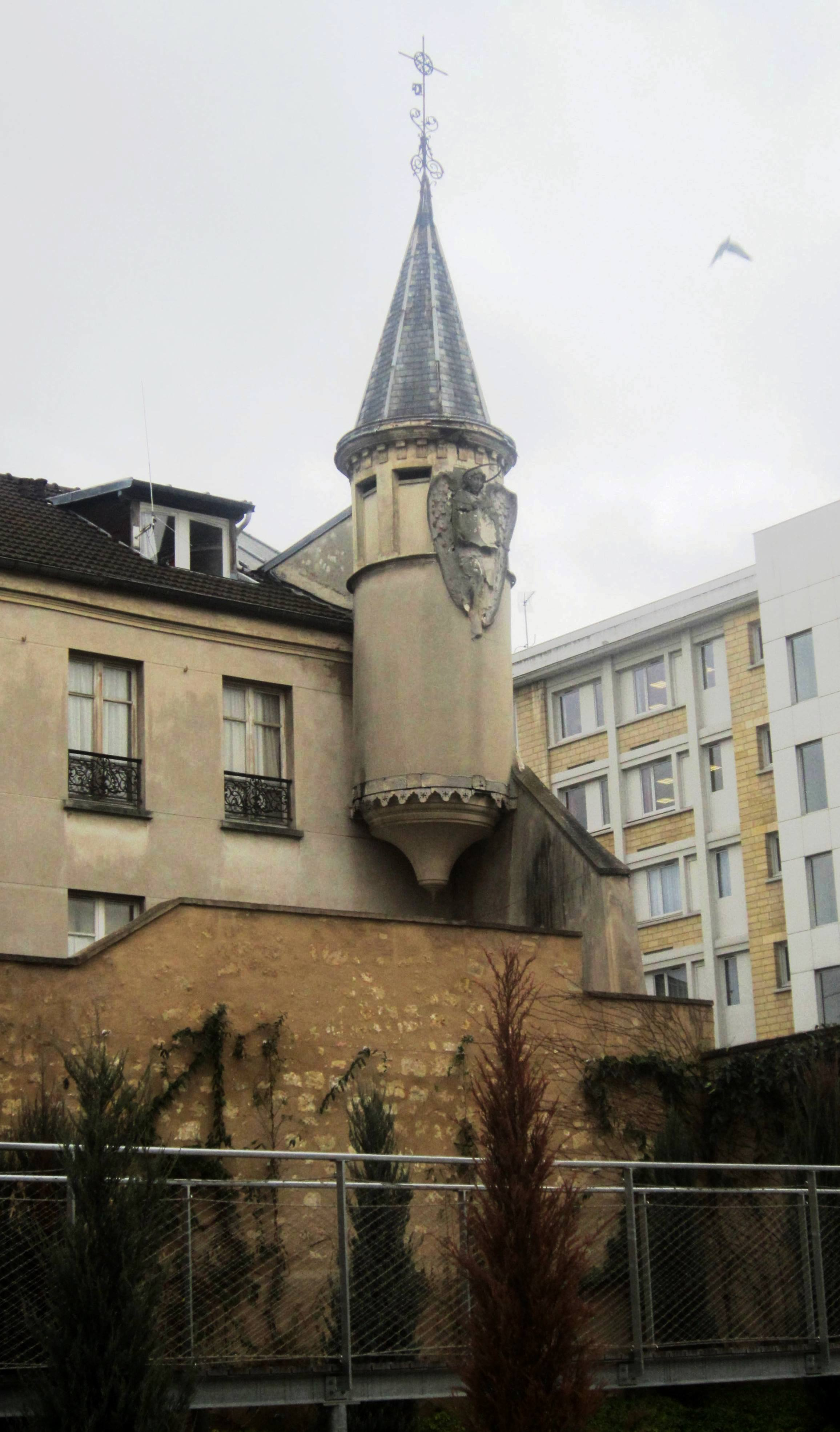
圣母修道院塔楼
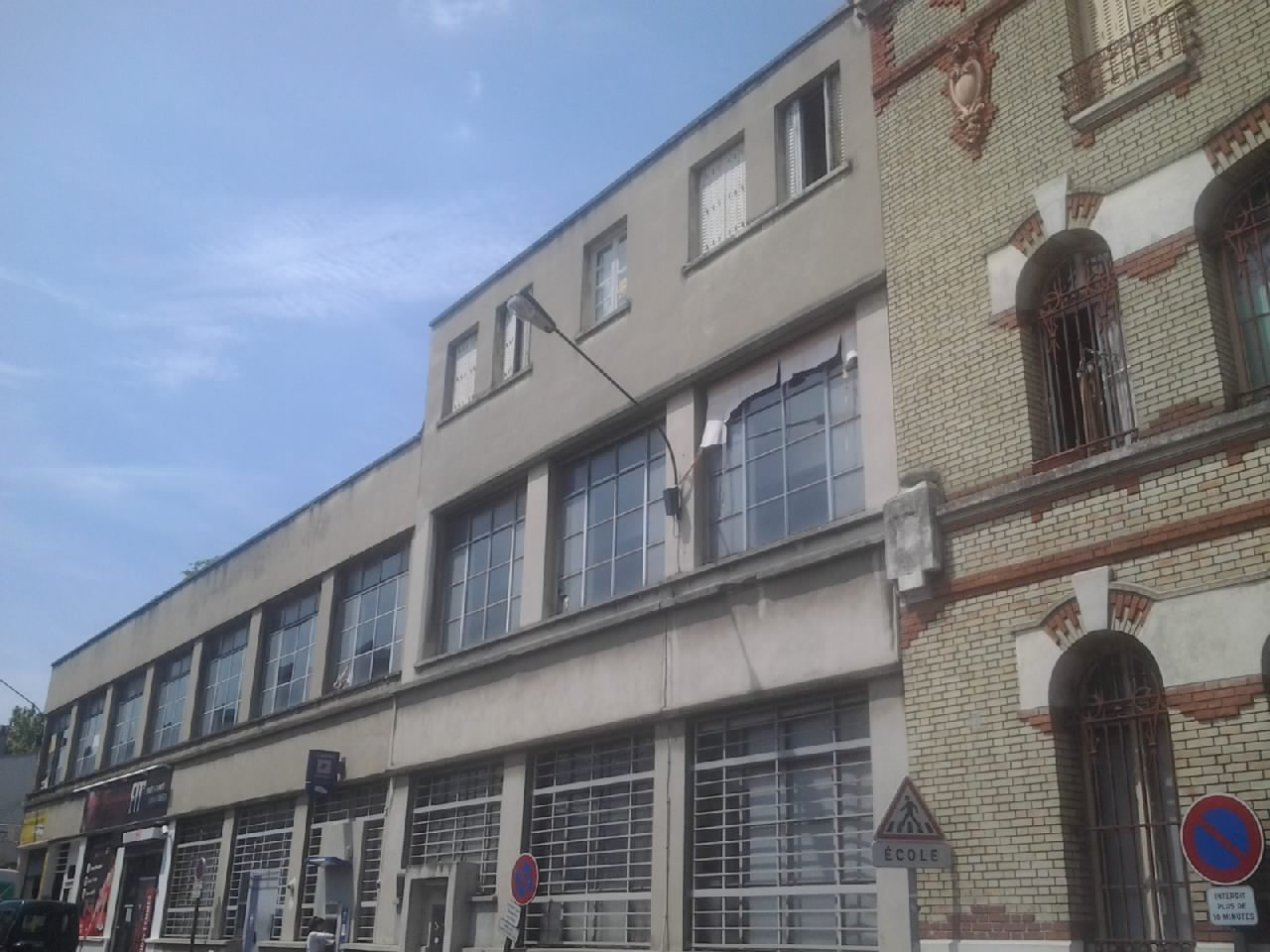
电报中心大楼
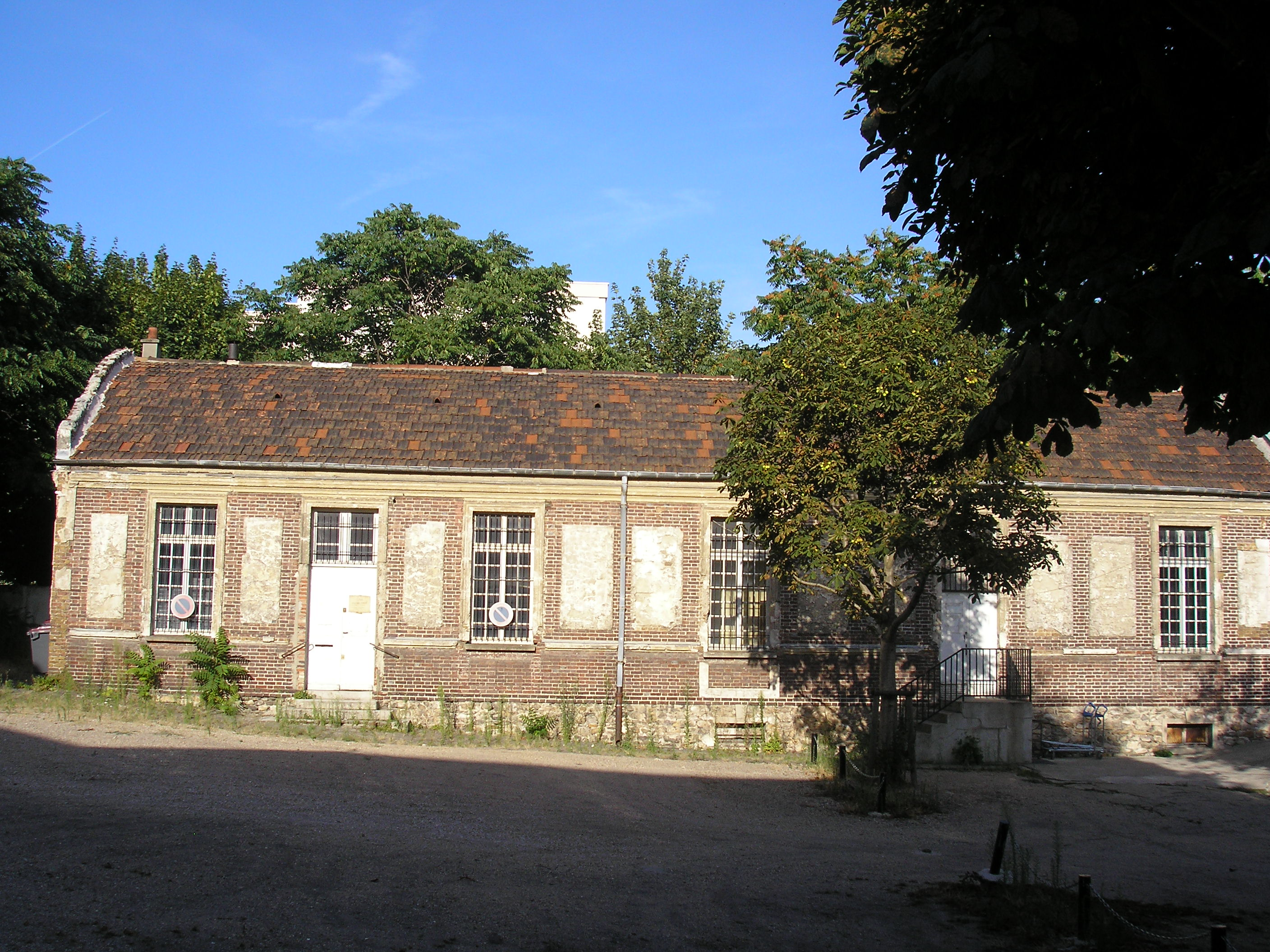
医院旧址
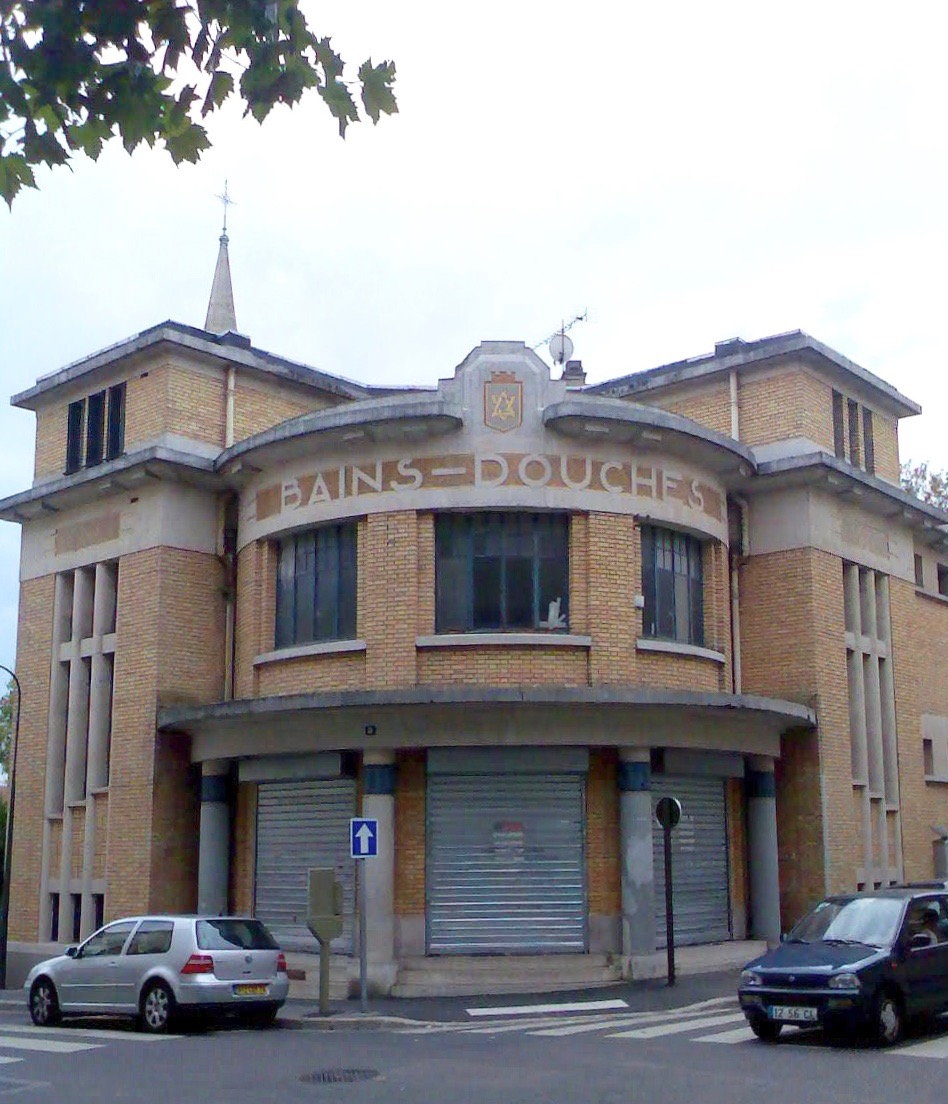
澡堂
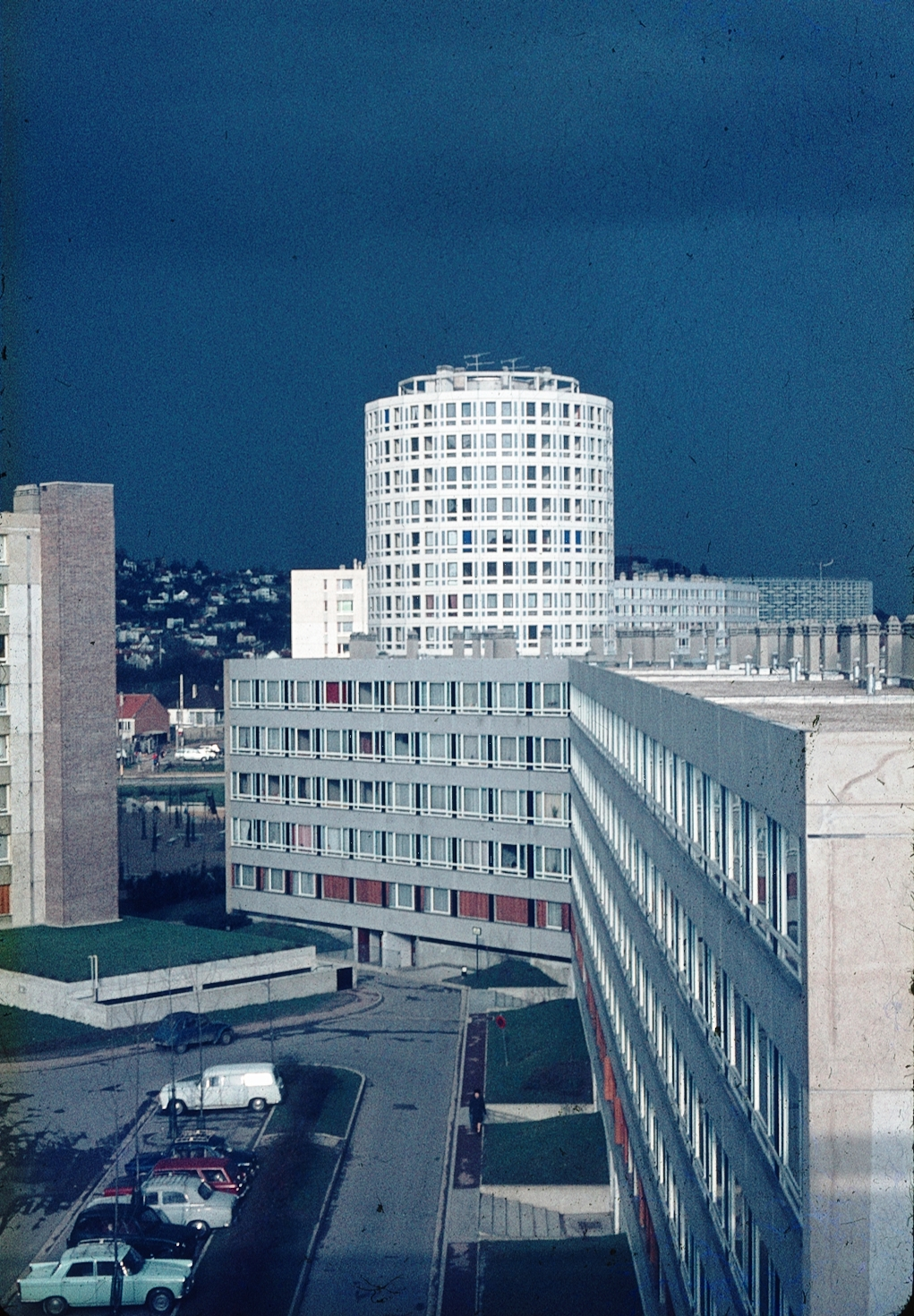
现代居民区建筑

### 旅游
阿让特伊的旅游事务由大巴黎都会区负责统一协调管理。2018年，阿让特伊境内共有5个宾馆共计273间房间。

### 媒体
法国主要的媒体均可在阿让特伊接收，法国电视三台下属的法兰西岛大区频道在部分时段播出阿让特伊所属区域的地方新闻。《塞纳河畔阿让特伊我的城》（Argenteuil-en-Seine Ma Ville）是阿让特伊市政府编辑和发行一份地方信息杂志，供当地居民免费阅读。

### 绘画

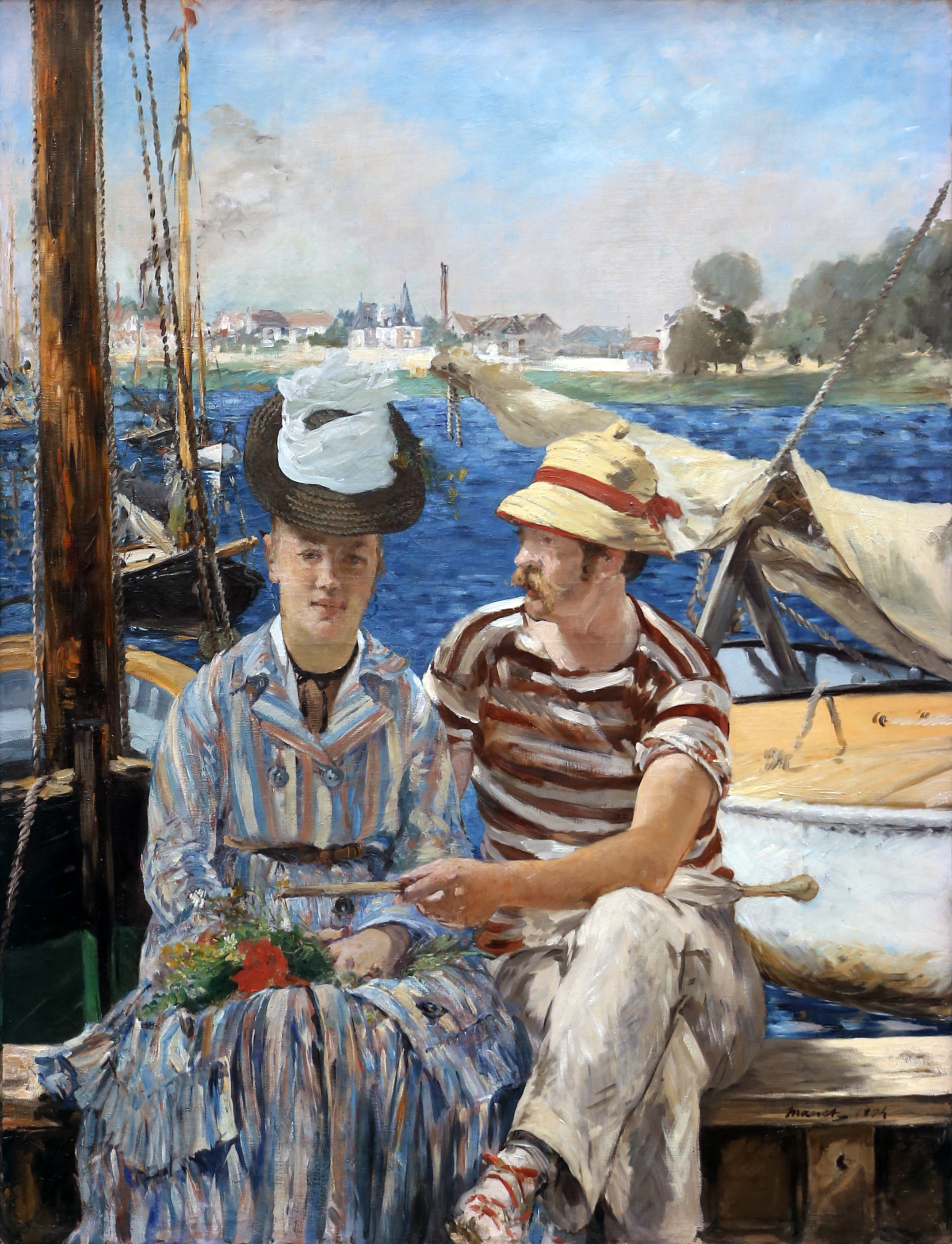
马奈的《阿让特伊（法语：Argenteuil (Manet)）》
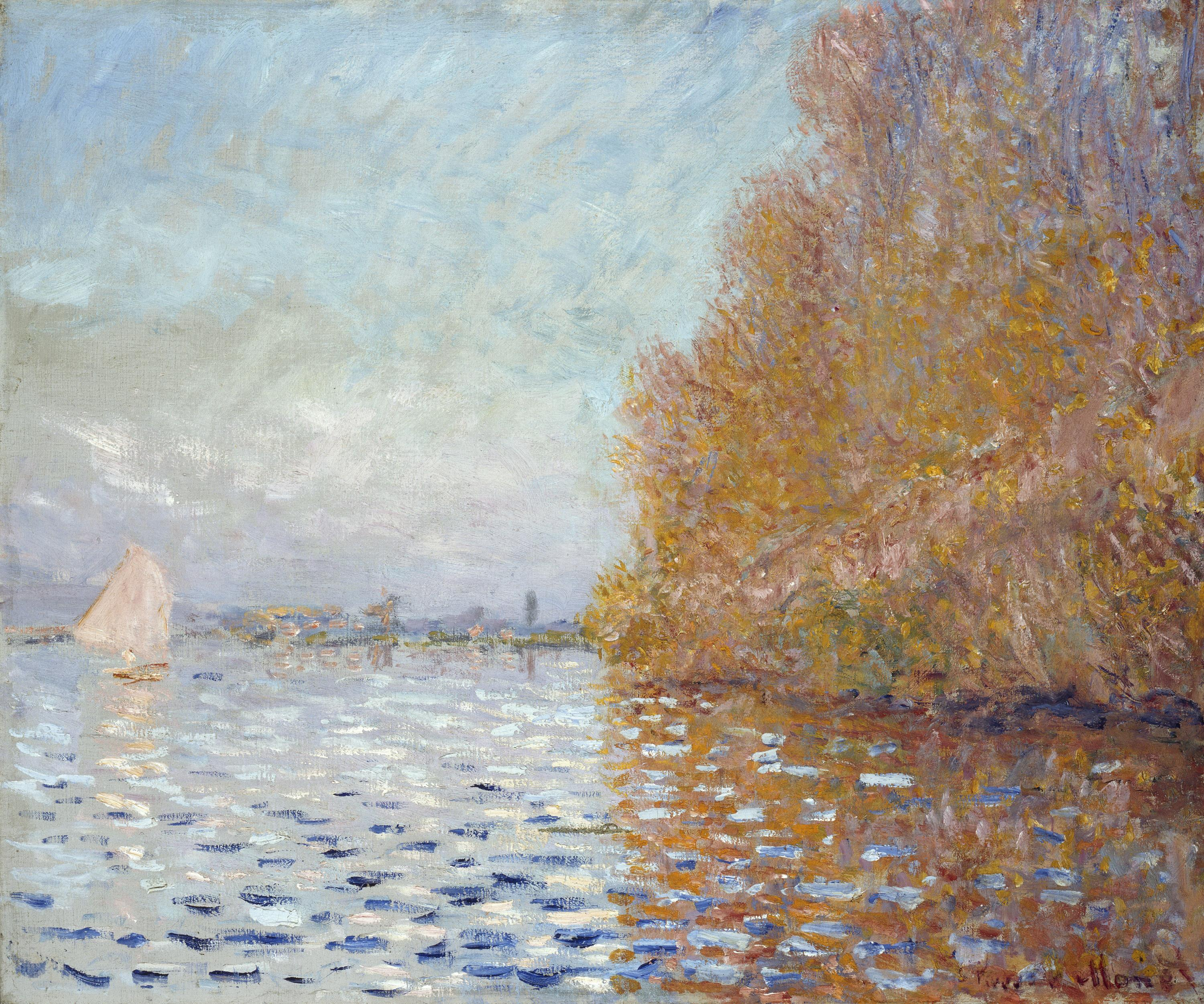
《阿讓特伊流域的孤舟》，莫奈，1874

法国画家莫奈、马奈都曾在这里作画，其中莫奈的作品最多，他在这里画下了一大批风景画。其中《阿讓特伊流域的孤舟》藏于愛爾蘭國家美術館，2012年6月29日被人蓄意破坏。

## 相关人物
法国数学家维克多·皮索、画家乔治·布拉克、汉学家傅尔蒙、极右翼政治家朱利安·桑谢、十項全能世界紀錄保持者凯文·马耶尔和男歌手弗洛朗·莫特出生于阿让特伊。

## 友好城市
截至2020年4月，阿让特伊共与四座城市互为友好城市关系：
- 德国 德绍-罗斯劳
- 苏格兰 克萊德班克
- 義大利 亚历山德里亚
- 羅馬尼亞 胡內多阿拉